# زيت المرولة

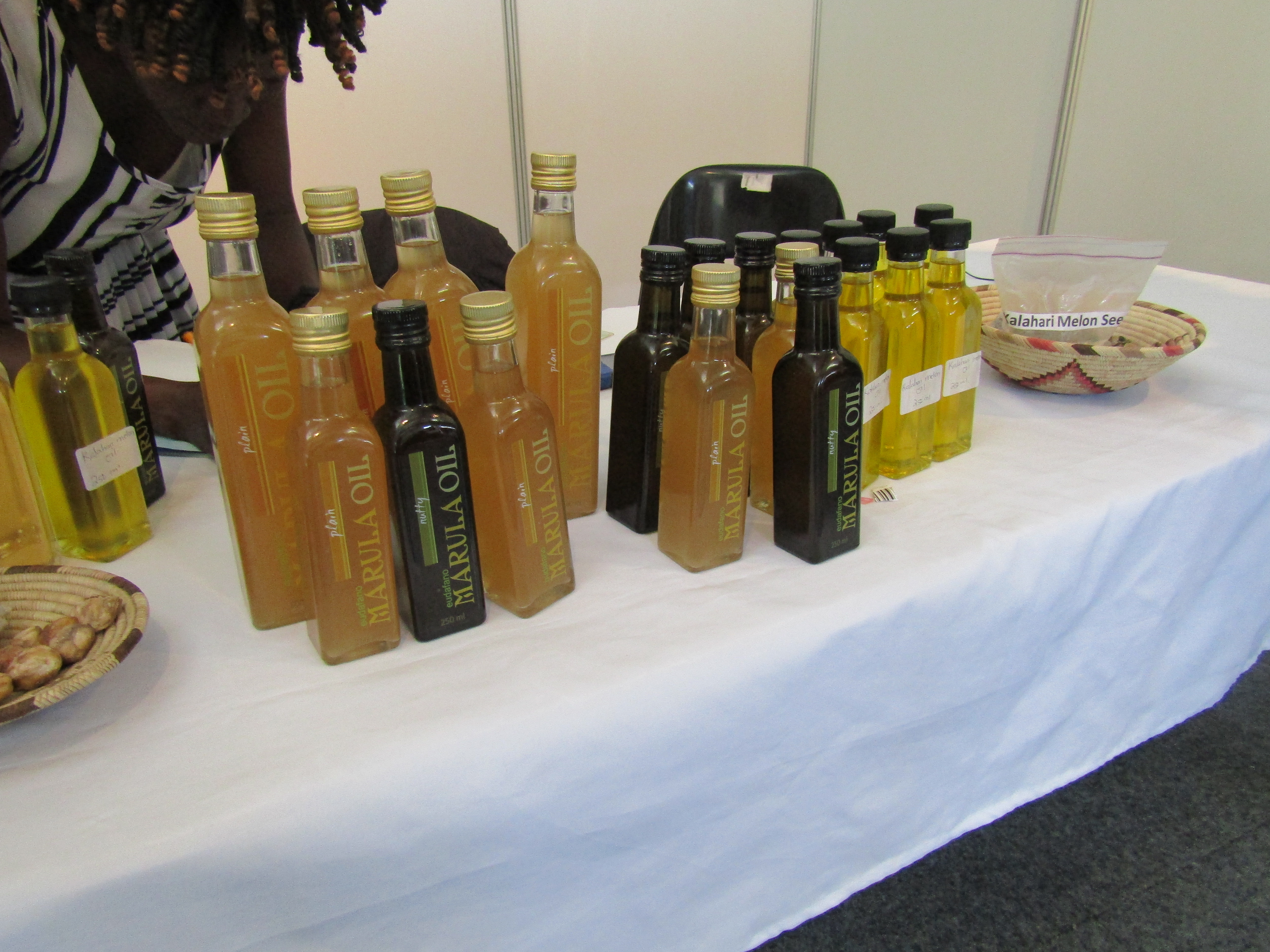
زيت المرولة معروض للبيع في معرض تجاري 2016

زيت المَرولة يُستخرج من نواة ثمار شجرة المرولة من الفصيلة البطمية. ثمة نوعان من زيت المرولة، الزيت المستخرج من البذور والزيت المستخرج من قشرة الجوز الصلبة. يستخدم زيت المرولة تقليديا في مستحضرات التجميل وفي الطعام زيت طهي، ويستخدم في دباغة الجلود. يمكن استخدامه غسولًا للجسم أيضًا. تُعالج فاكهة المرولة في مجموعة من العصائر والهلام والمربيات في ناميبيا.